# Qixia
Qixia (栖霞市S, QīxiáP) è una città-contea della Cina, situata nella provincia dello Shandong e amministrata dalla prefettura di Yantai.